# Trace Cyrus
Trace Dempsey Cyrus (nacido Neil Timothy Helson; 24 de febrero de 1989) es un músico estadounidense. Es vocalista y bajista de la banda Metro Station. Dejó la banda en 2010 pero retornó en 2014. En 2010, comenzó a trabajar con la banda Ashland HIGH. También es propietario de su compañía de ropa From Backseats to Bedrooms.
Es hijo de Tish Cyrus, hijo adoptivo del cantante de country Billy Ray Cyrus y medio-hermano de Miley Cyrus, Noah Cyrus, Braison Cyrus y Brandi Cyrus.

## Vida y carrera

### 1989–2006: Primeros años e infancia
Cyrus nació en Ashland, Kentucky como Neil Timothy Helson. Su madre es Leticia "Tish" Cyrus. Su padre biológico es Baxter Neal Helson, pero fue adoptado por Billy Ray Cyrus, el segundo marido de su madre, y vivió con ellos gran parte de su tiempo en Franklin, Tennessee. Después de su adopción, su nombre fue cambiado legalmente a Trace Dempsey Cyrus.
Cyrus pasó sus vacaciones y días en los que no tenía que ir a la escuela de gira con Billy Ray. Tiene una hermana menor, Miley, quien protagonizó la serie de Disney Channel, Hannah Montana.
Cyrus tiene muchos tatuajes, incluyendo las palabras "stay gold" tatuadas en los nudillos. En 2006, comenzó a trabajar en un centro comercial en Burbank, California y dejó su colegio.

### 2006–10: Metro Station

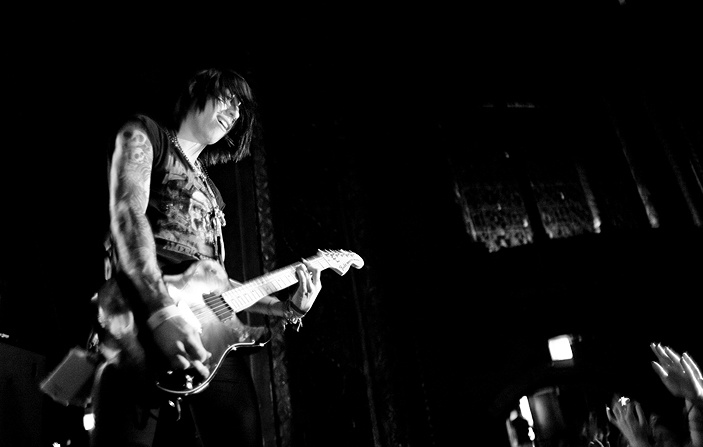
Cyrus actuando Chicago en 2008

En 2006, Cyrus coescribió una canción llamada "Country Music Has the Blues" en el álbum de Billy Ray de 2006, Wanna Be Your Joe. En la canción figuran Loretta Lynn y George Jones. Cyrus fue guitarrista y vocalista de la banda Metro Station. Fundó la banda junto a Mason Musso a principios de 2006. El hermano de Mason, Mitchel fue miembro del reparto de Hannah Montana. Columbia Records firmó un contrato con la banda después de descubrirlos en una página de MySpace. Apareció con Musso en el programa de MTV, Total Request Live el 9 de junio de 2008. Su banda junto a The Maine fueron artistas invitados en el Soundtrack of Your Summer Tour]2008, junto a Boys Like Girls y Good Charlotte. Metro Station se separó a principios de 2010.
En 2008, colaboró en la canción "Hovering" del álbum de Miley, Breakout en la edición deluxe. También en 2008, apareció en el videoclip de "Somebody Said a Prayer" para el sencillo principal del álbum de Billy Ray, Back to Tennessee. En 2010, figuró en la canción "Alive" para la banda de Billy Ray, Brother Clyde.

### 2010–presente: Ashland HIGH y vuelta a Metro Station

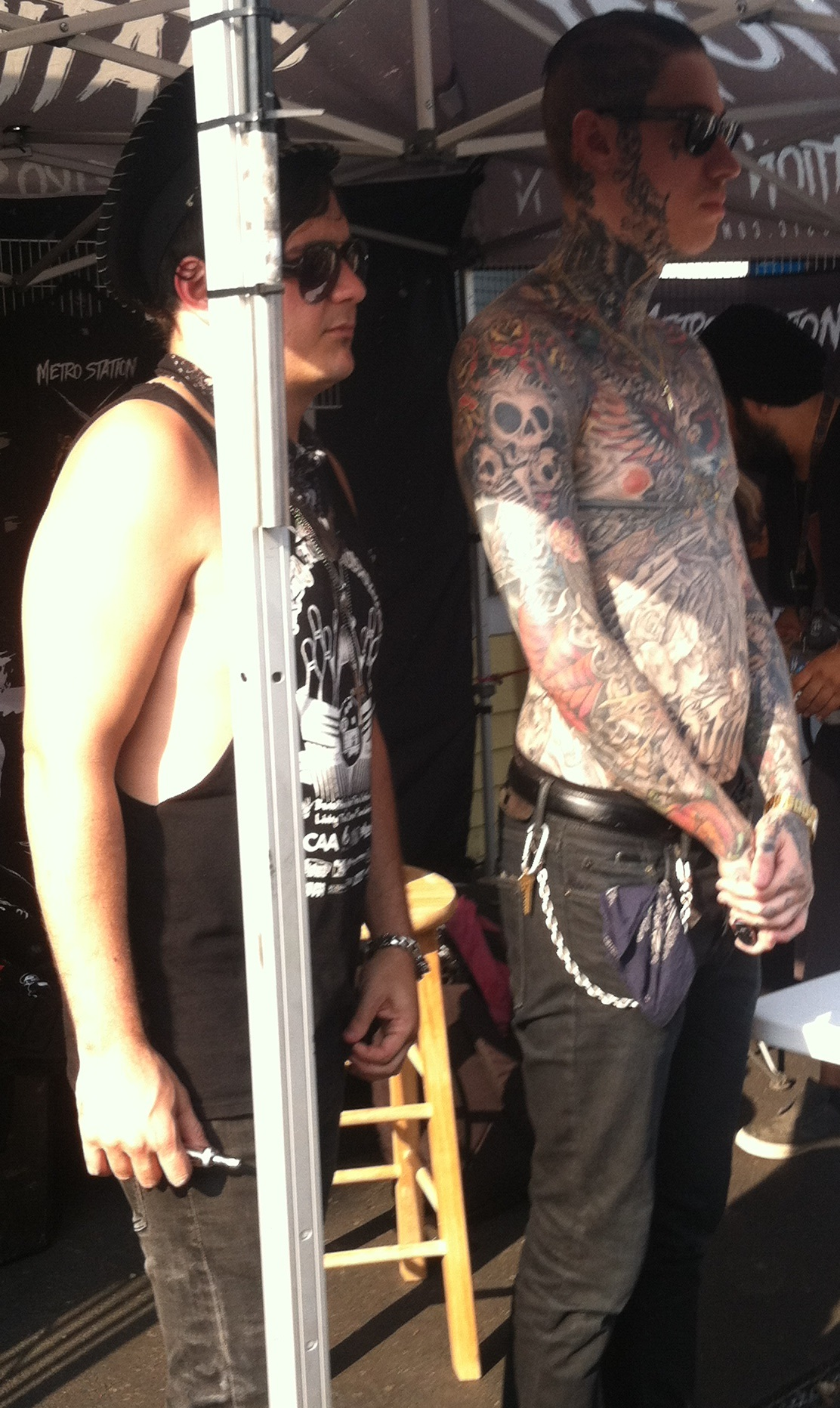
Cyrus (a la derecha) con Mason Musso en 2015 en Hartford, Connecticut en el Warped Tour

A principios de 2010, Cyrus formó una banda de pop llamada Ashland HIGH. Cyrus le proporcionó su voz y sonidos de guitarra a la canción "French Kiss". Ashland HIGH ha lanzado demos de las canciones "Break It Down" y "Pretty Girls" en la página de Myspace de la banda. En 2013, Ashland HIGH lanzó dos álbumes, "Geronimo" y "Drugstore Cowboy".
En agosto de 2014, Cyrus retornó como miembro de Metro Station con la banda lanzando un sencillo llamado "Love & War". La banda ha lanzado un álbum titulado Savior.

## Vida personal
El 14 de octubre de 2011, Cyrus anunció que se había comprometido con la actriz Brenda Song. En junio de 2012, Cyrus anunció que la pareja había terminado, aunque volvieron en enero de 2013. En marzo de 2014, Song borró todas las fotos de Trace de su Instagram señalando que se habían separado una vez más.